# Liste der Biografien/Cua
Liste der Biografien |
Portal Biografien |
Personensuche
# |
A |
B |
C |
D |
E |
F |
G |
H |
I |
J |
K |
L |
M |
N |
O |
P |
Q |
R |
S |
T |
U |
V |
W |
X |
Y |
Z |
?
 
Ca |
Cb |
Cc |
Ce |
Ch |
Ci |
Cj |
Ck |
Cl |
Cm |
Cn |
Co |
Cr |
Cs |
Ct |
Cu |
Cv |
Cw |
Cy |
Cz
 
Cua |
Cub |
Cuc |
Cud |
Cue |
Cuf |
Cug |
Cuh |
Cui |
Cuj |
Cuk |
Cul |
Cum |
Cun |
Cuo |
Cup |
Cuq |
Cur |
Cus |
Cut |
Cuv |
Cuw |
Cux |
Cuy |
Cuz
Die Liste der Biografien führt alle Personen auf, die in der deutschsprachigen Wikipedia einen Artikel haben. Dieses ist eine Teilliste mit 26 Einträgen von Personen, deren Namen mit den Buchstaben „Cua“ beginnt.

## Cua
- Cuá Ajacum, Juan Manuel (* 1962), guatemaltekischer Geistlicher, römisch-katholischer Bischof von Quiché

### Cuad
- Cuadra Fernández, Guillermo (* 1984), spanischer Fußballschiedsrichter
- Cuadra y Llarena, Sebastián de la (1687–1766), spanischer Politiker und Ministerpräsident
- Cuadra, José Vicente (1812–1894), nicaraguanischer Politiker und Präsident (1871–1875)
- Cuadra, Manuel (* 1952), peruanischer Architekt und Architekturhistoriker
- Cuadrada, Joaquín (1893–1969), spanischer Schwimmer
- Cuadrado, Carlos (* 1983), spanischer Tennisspieler und -trainer
- Cuadrado, Iván (* 1979), spanischer Fußballspieler
- Cuadrado, José Fernando (* 1985), kolumbianischer Fußballtorhüter
- Cuadrado, Juan (* 1988), kolumbianischer Fußballspieler
- Cuadrado, Stefany (* 2006), kolumbianische Radrennfahrerin
- Cuadrado, Verónica (* 1979), spanische Handballtrainerin und Handballspielerin
- Cuadras, Carlos (* 1988), mexikanischer Boxer

### Cuap
- Cuapio Bautista, Jorge (* 1967), mexikanischer Geistlicher, römisch-katholischer Bischof von Iztapalapa

### Cuar
- Cuara Méndez, Luis Gabriel (1939–2005), mexikanischer Geistlicher, römisch-katholischer Bischof von Veracruz
- Cuaresma, Ref (* 1982), philippinischer Fußballtorhüter
- Cuarón, Alfonso (* 1961), mexikanischer RegisseurAlfonso Cuarón (* 1961)

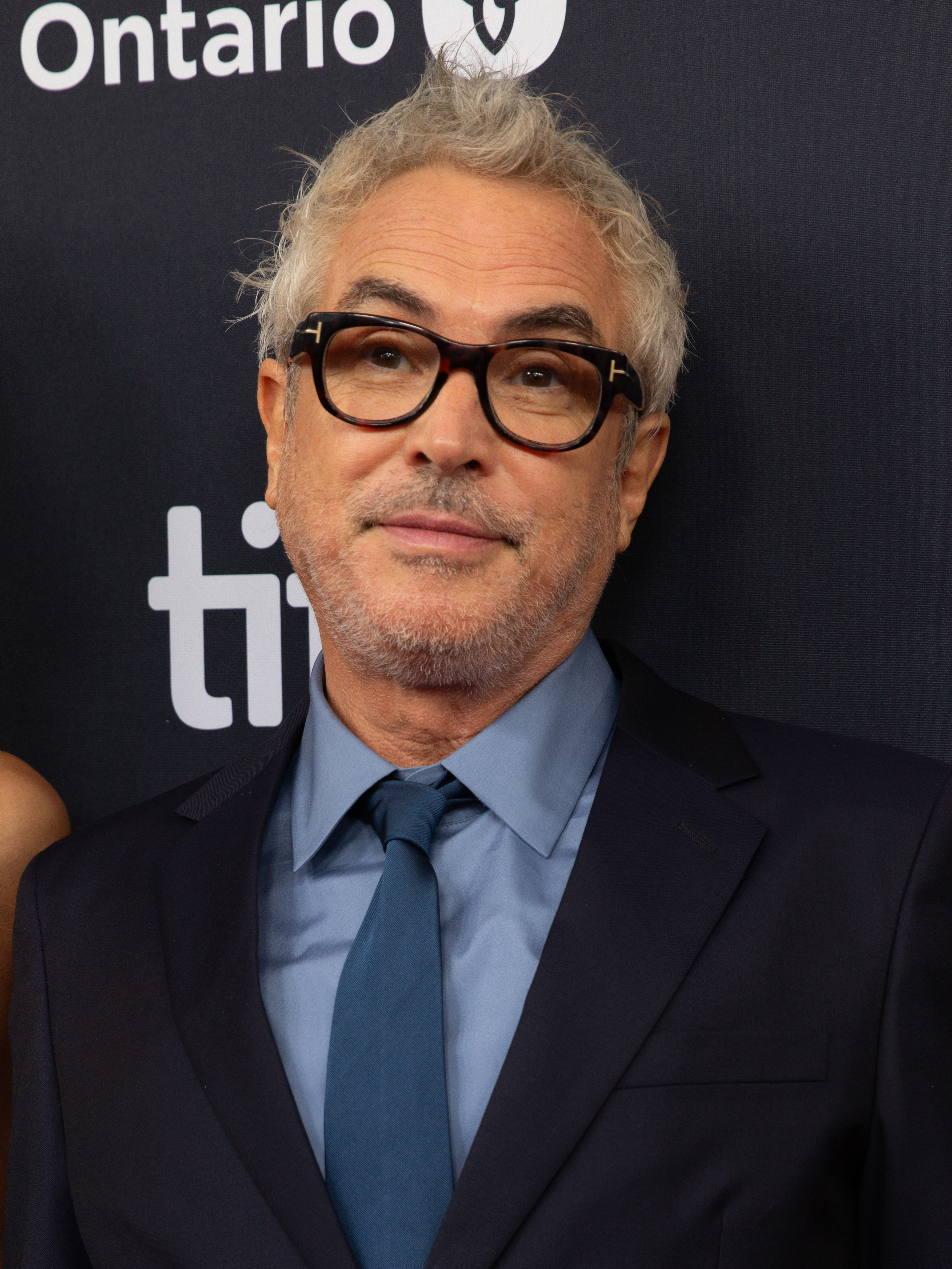
Alfonso Cuarón (* 1961)

- Cuarón, Carlos (* 1966), mexikanischer Regisseur, Drehbuchautor und Produzent
- Cuarón, Jonás (* 1981), mexikanischer Regisseur und Drehbuchautor
- Cuartas, Carlos (1940–2011), kolumbianischer Schachspieler
- Cuartas, Jaime Alexander (* 1975), kolumbianischer Schachspieler
- Cuartero Sánchez, David (* 1985), spanischer Handballspieler
- Cuartero, Luis Carlos (* 1975), spanischer Fußballspieler

### Cuat
- Cuatrecasas, Pedro (1936–2025), spanisch-amerikanischer Mediziner und Pharmakologe
- Cuatrín, Hugo (* 1988), argentinischer Fußballspieler

### Cuau
- Cuauhtémoc († 1525), aztekischer Herrscher von Tenochtitlán (1520–1521)